# بيرلينكا

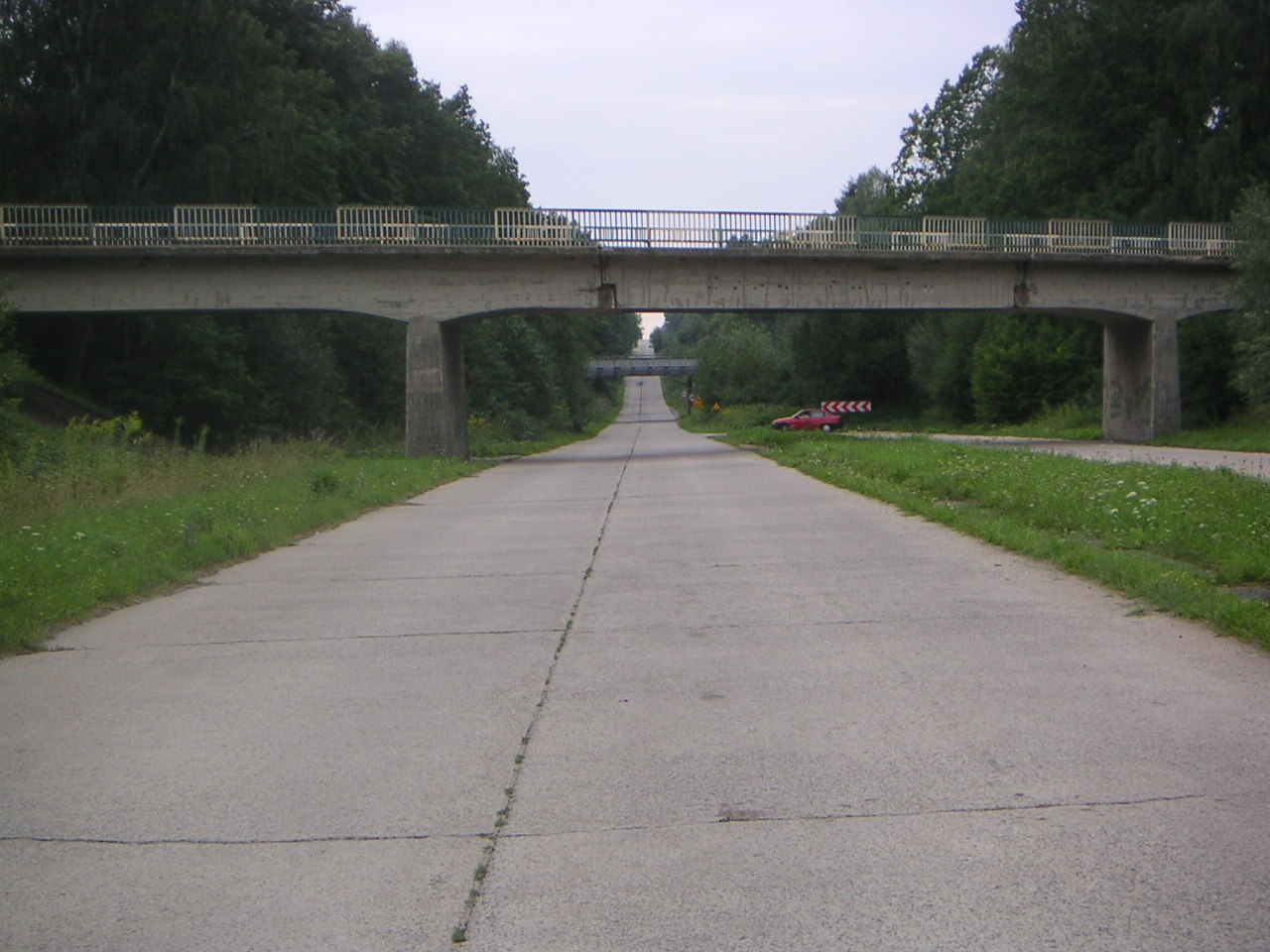
امتداد في بولندا، شرقي إلبلاج، كما بدا قبل عام 2007 عندما بدأت عملية إعادة الإعمار والتحديث الكاملة. تم افتتاح هذا القسم باسم الطريق السريع S22 في سبتمبر 2008.

بيرلينكا (بالروسية: Берлинка) هو الاسم البولندي والروسي غير الرسمي الذي أُطلق على أقسام من طريق الرايخ السريع برلين-كونيغسبرغ غير المكتمل وهو مشروع طريق سريع ألماني قبل الحرب العالمية الثانية لربط برلين مع كونيجسبيرج في شرق بروسيا. في أواخر ثلاثينيات القرن العشرين، تم الانتهاء من الأقسام القريبة من هاتين المدينتين، ولكن لم يتم الانتهاء من القسم الأكبر بينهما. استخدمت ألمانيا النازية في عام 1939 الطلب الألماني بإنشاء هذا الطريق عبر الممر البولندي مع وضع خارج الإقليم ورفض بولندا السماح بذلك كذريعة لبدء الحرب. خلال الحرب، لم يواصل الألمان البناء على نطاق واسع ولم يتم بناء الطريق أبدًا. بعد الحرب، ورثت جمهورية ألمانيا الديمقراطية، وجمهورية بولندا الشعبية، ومنطقة كالينينجراد التابعة للاتحاد السوفييتي ما تبقى من الطريق.

## خلفية

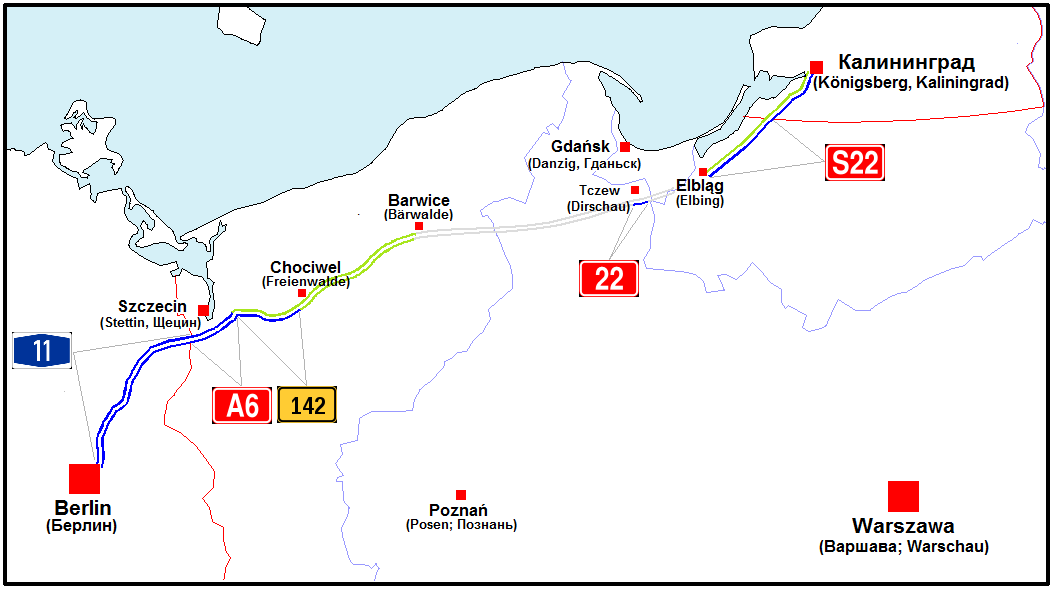
خريطة الطريق. يتم تمييز الأقسام المكتملة التي لا تزال قيد الاستخدام باللون الأزرق، والأقسام التي بدأت أعمال البناء فيها ولكن لم تكتمل أبدًا باللون الأخضر، ويتم تمييز الأقسام المخطط لها والتي لم تصل أبدًا إلى مرحلة البناء باللون الرمادي

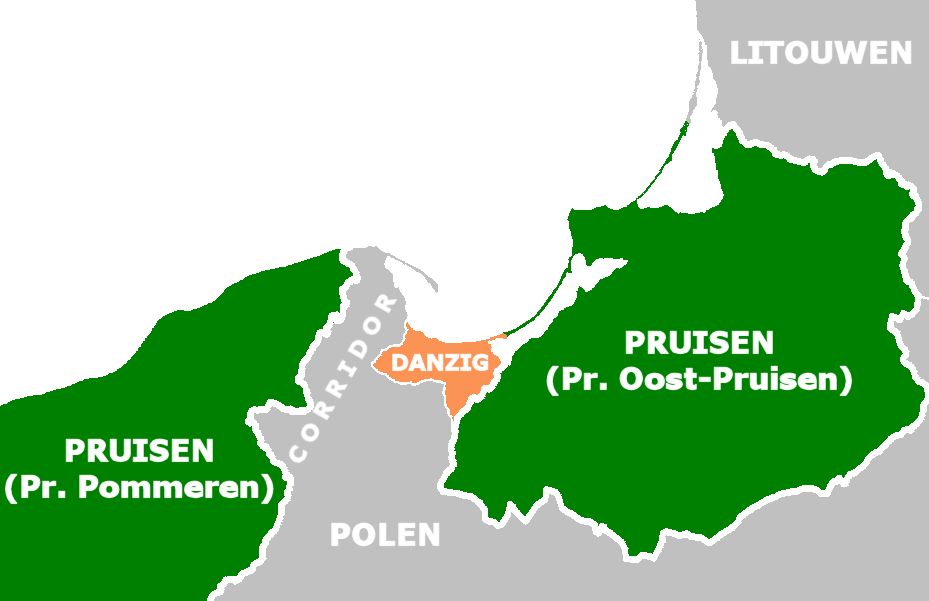
الممر البولندي ومدينة دانتسيغ الحرة

فصلت بروسيا الشرقية عن ألمانيا بعد معاهدة فرساي بواسطة الممر البولندي للجمهورية البولندية الثانية. بحلول عام 1939، كانت بولندا قد رفضت بالفعل المطالب التي قدمتها ألمانيا النازية، بما في ذلك إنشاء ممر خارج الحدود الإقليمية داخل الأراضي البولندية. وفي نهاية المطاف، استخدم أدولف هتلر هذه الحقيقة كواحدة من الذرائع للغزو الألماني لبولندا في عام 1939.
تم التخطيط للطريق في عهد جمهورية فايمار، ولكن تم بناؤه جزئيًا خلال ثلاثينيات وأوائل أربعينيات القرن العشرين من قبل الرايخ الثالث.
وبعد التغييرات الإقليمية التي حدثت بعد الحرب العالمية الثانية، كانت المنطقة خاضعة لسيطرة ثلاث دول: منطقة كالينينجراد في الاتحاد السوفييتي (وهي اليوم منطقة معزولة تحمل نفس الاسم، في روسيا ما بعد عام 1991)، وبولندا، وما كان يُعرف بألمانيا الشرقية حتى أكتوبر/تشرين الأول 1990. وبعد انتهاء غرضه الأصلي، تم دمج بعض أجزاء الطريق في شبكات الطرق المحلية في حين أصبح معظمه في حالة سيئة. كانت الحدود بين منطقة كالينينجراد وبولندا مغلقة تمامًا أمام حركة المرور المدنية أثناء الحرب الباردة، نظرًا للكثافة العالية للمنشآت العسكرية السوفييتية في تلك المنطقة، وهو ما ضمن عدم استخدام جزء الطريق في تلك المنطقة تقريبًا. كانت الحدود بين بولندا وألمانيا الشرقية مفتوحة أمام حركة المرور المدنية، لكن اقتصادي البلدين لم يكونا متصلين بشكل جيد، ولم تكن حركة المرور بالسيارات بينهما كبيرة لعقود عديدة. وفي ظل هذه الظروف، أصبحت بعض أجزاء من برلينكا مناطق جذب سياحي ثانوية في السنوات التي أعقبت الحرب، كمثال على طريق سريع بناه النازيون وظل في حالة شبه نقية، وكان لا يحمل سوى القليل جدًا من حركة المرور. تم تصوير مشاهد الطرق السريعة في عدد من الأفلام التي تم تصويرها في بولندا والاتحاد السوفييتي والتي تدور أحداثها في ألمانيا في أقسام برلينكا. كان هناك كتاب بولندي شهير ومسلسل تلفزيوني عن بان ساموخودزيك يحتوي على مطاردة بالسيارة عالية السرعة جرت في برلينكا (حيث كانت في ذلك الوقت واحدة من الأماكن القليلة في بولندا حيث كانت مطاردة السيارة عالية السرعة ممكنة، بالنظر إلى الحالة المزرية للطرق الأخرى). وفي السنوات الأخيرة تراجع هذا الجذب حيث تم إعادة بناء معظم الأجزاء التي اكتمل بناؤها في ثلاثينيات القرن العشرين وفقًا للمعايير الحديثة وفقدت إلى حد كبير مظهرها الأصلي. اليوم، تم وضع علامة على آخر جزء متبقي في بولندا لا يزال يحتفظ بملامح البناء من العصر النازي باعتباره طريق المقاطعة 142، شمال شرق شتشين. وبما أن هذا الجزء من الطريق هو مجرد طريق محلي، فمن غير المرجح أن يتم إعادة بنائه في المستقبل المنظور. على الجانب الروسي، لا تزال بقايا الطريق القديم مرئية بجوار الطريق السريع E28 من الحدود البولندية الروسية إلى الطريق الدائري لمدينة كالينينغراد.
إلى جانب بناء الطريق السريع، قام الألمان بعد غزو بولندا، بسرعة أيضًا بتطوير الطريق الرئيسي المؤدي إلى شرق بروسيا، ورصفه في بعض الأماكن بالخرسانة. على الرغم من أنه طريق ذو اتجاه واحد فقط وليس طريقًا سريعًا، إلا أنه يُعتبر أيضًا جزءًا من طريق برلينكا. يتضمن هذا القسم تقاطعًا مثيرًا للاهتمام حوالي 34.5 كيلومترًا جنوب شرق غدانسك، وجسر كبير فوق نهر فيستولا جنوب تشيف.

## بناء

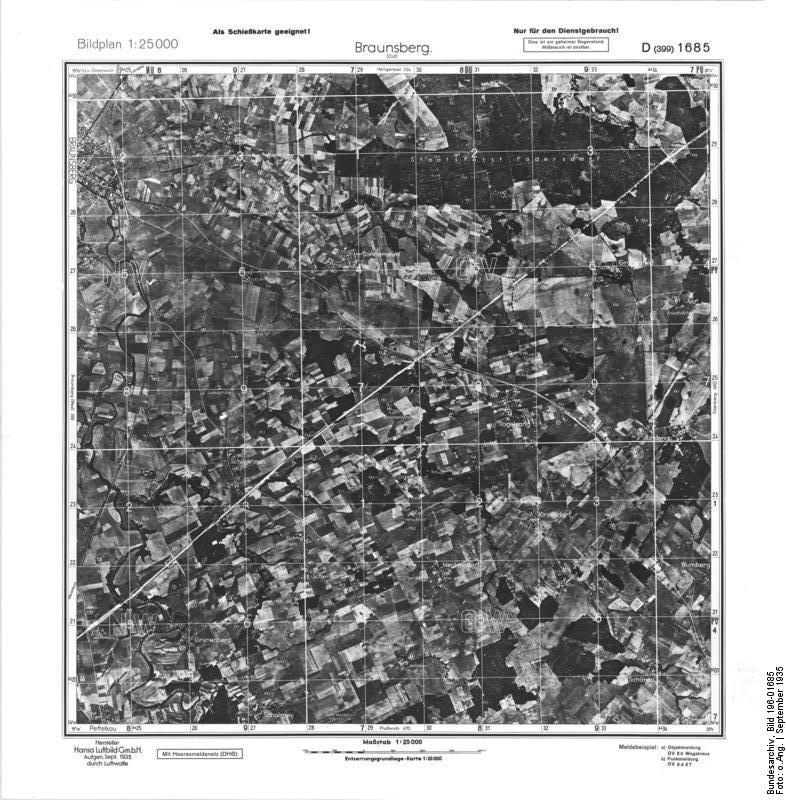
الطريق السريع للرايخ شرق برانيفو (براونسبيرج)، صورة جوية من سبتمبر 1935

بدأ البناء في أواخر عام 1933، باستخدام العمال الألمان العاطلين عن العمل كجزء من إصلاحات الدولة لمواجهة الكساد الكبير، وبناء شبكة الرايخ أوتوبان. افتتح أول جزء بطول 113 كيلومترًا (70 ميلًا) بالقرب من شتيتين، من ستيتينر دريك إلى شتيتين-سود، في 27 سبتمبر 1936. وافتتح الجزء من كونيجسبيرج إلى إلبلاج في عام 1937. وفي عام 1937، تم بناء الطرق الدائرية بالقرب من شتيتين وإلبينج.
في عام 1938، تباطأت وتيرة العمل مع استعداد ألمانيا للحرب، وتم توجيه العمال إلى مشاريع أخرى. كان الطريق السريع من أبرز المواضيع في الخطاب السياسي النازي عام 1939، حيث تضمنت مطالب هتلر إنشاء ممر خارج الإقليم - ممر دانزيج عبر الممر البولندي - والذي من شأنه أن يربط ألمانيا بشرق بروسيا. وقد رفضت الحكومة البولندية هذا المطلب، إلى جانب مطالب أخرى، واستخدم هتلر هذا كأحد الذرائع لغزو بولندا في سبتمبر/أيلول 1939.
بحلول أكتوبر 1939، هُزمت بولندا، واستؤنف العمل على البرلينكا. وأصبح تجمع العمالة يتكون بشكل متزايد من العمال المجندين من بولندا. بني الجزء الممتد من شارع بيدرشتراسه (بالقرب من رزينيكا وويلجوو) إلى شارع ستارغارد-ماسو (بالقرب من لينتسيكا) في وقت لاحق. وتوقف البناء في عام 1942، حيث استحوذت الأولويات العسكرية مرة أخرى على العمالة المتاحة. وفي عام 1945، فجرت القوات الألمانية، التي كانت تتراجع على طول الجبهة الشرقية، معظم الجسور لإبطاء التقدم السوفييتي.

## بعد الحرب

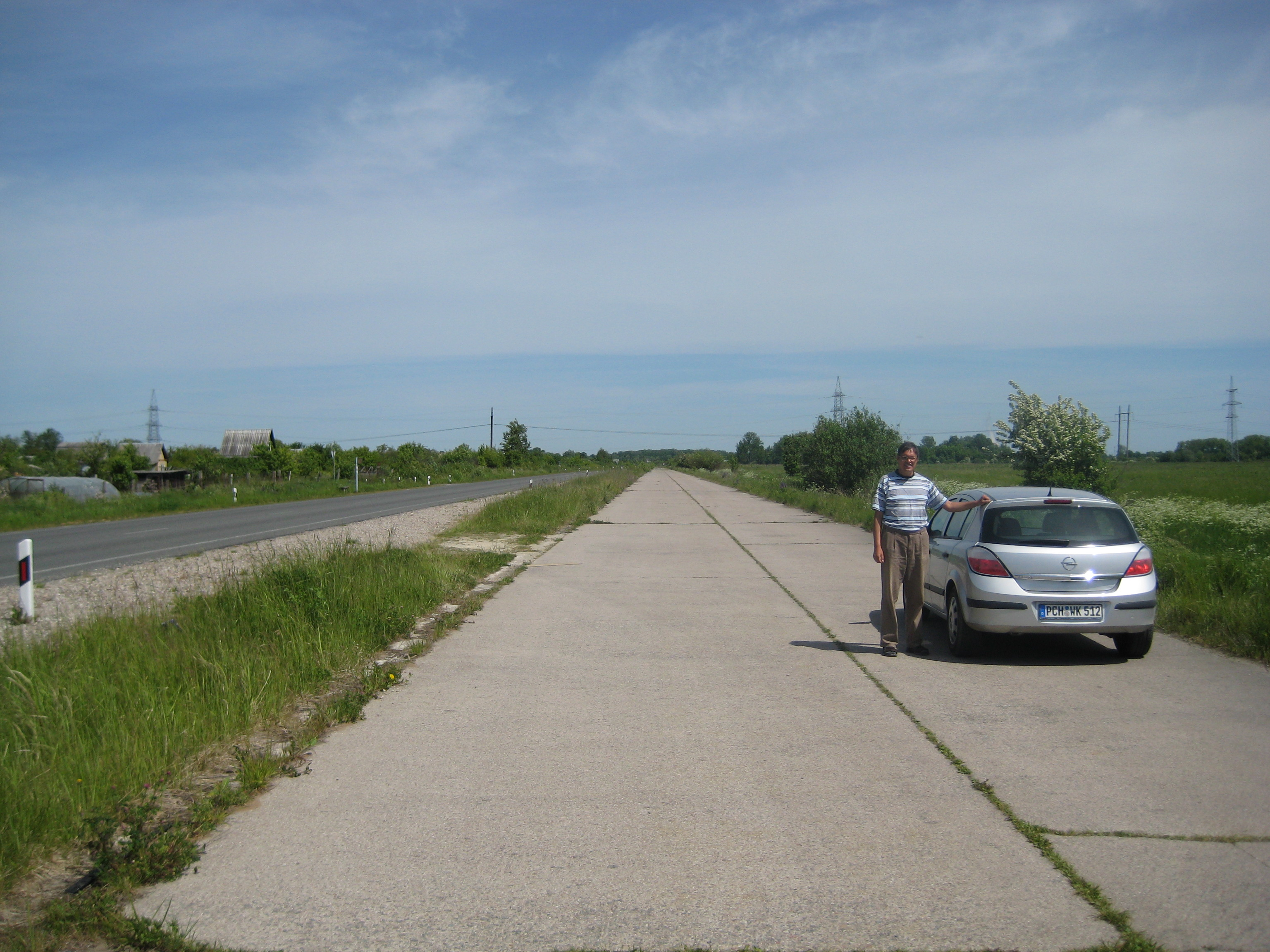
برلينكا في روسيا، مع طريق المركبات الخرساني الأصلي على اليمين والطريق الحديث اللاحق على اليسار

بسبب التغيرات الإقليمية في بولندا وألمانيا بعد الحرب، تم تقسيم الطريق وفقد أهميته كطريق بين المدن الألمانية (تم طرد معظم سكان بروسيا الألمان إلى ألمانيا). الجزء الذي بقي داخل الحدود الألمانية أصبح الطريق السريع الألماني رقم 11 بعد إعادة التوحيد.
ومع ذلك، تم ترميم أجزاء معينة من الطريق. في جمهورية بولندا الشعبية، تم ترميم الجسور فوق نهر أودر بالقرب من شتشيتسين بعد فترة وجيزة من الحرب، وكذلك الجسور على نهر بانووكا بالقرب من الحدود مع منطقة كالينينجراد. في سبعينيات القرن العشرين، تم الانتهاء من الجزء المخطط له من الطريق السريع من مازيوو (بالقرب من ليتشيسكا) إلى تشوسيويل، وتم ترميم الجسور على نهر إينا.
مع نهاية الحرب الباردة، وخاصة مع انضمام بولندا إلى الاتحاد الأوروبي، تم التفكير بشكل متزايد في إعادة بناء الطريق كجزء من نظام الطرق السريعة الأوروبي. في تسعينيات القرن العشرين، تم دمج جزء بطول 14 كيلومترًا (8.7 ميلًا) بالقرب من الحدود البولندية الغربية في الطريق السريع الجديد A6. تم ترميم 7 كيلومترات أخرى (4.3 ميل) إلى التقاطع مع الطريق الوطني 10، وكان من المقرر فتحه أمام حركة المرور في أغسطس 2007. ومن المقرر ترقية 8 كيلومترات إضافية (5.0 ميل) في وقت لاحق وإعادة تعيينها كجزء من الطريق A6. تم إعادة بناء القسم بين إلبلاج والحدود مع روسيا بالكامل وافتتاحه كطريق سريع، S22، في سبتمبر 2008. أثناء عملية الترقية، تم بناء الطريق الحديث الجديد في المساحة المتبقية للطريق الثاني أثناء البناء الأصلي. في الوقت نفسه، تم هدم الطريق الخرساني الأصلي على طول الطريق بالكامل تقريبًا، ولم يتبق منه سوى آثار قليلة. تم هدم جميع الجسور العلوية والجسور الأصلية المتبقية واستبدالها بأعمال حديثة. وبالتالي يمكن رؤية آثار قليلة جدًا من الطريق السريع الألماني الأصلي. تم دمج جزء آخر من برلينكا في طريق المقاطعة 142 والطريق السريع 6/3. في منطقة كالينينجراد الروسية، تم دمجه في الطريق P516.
وبما أن الطريق الأصلي صُمم منذ أكثر من 80 عامًا، فمن غير المنطقي اليوم إنشاء طريق سريع حديث على نفس المسار، حيث تغيرت العوامل المؤثرة في تصميم الطريق بشكل كبير. الطريق الحالي في بولندا والذي سيخدم معظم الطريق الذي يسير على طوله خط برلينكا هو الطريق السريع S6، والذي يقع إلى الشمال من طريق برلينكا، أقرب إلى ساحل بحر البلطيق ويمتد من شتشيتسين إلى غدانسك.

## روابط خارجية
- خريطة 1937
- خريطة عام 1938 من كونيغسبيرغ إلى شالمي/براونسبيرغ (بالألمانية)
- خريطة عام 1938 من شالمي/براونسبيرغ إلى إلبينج (بالألمانية)
- خريطة 1944
- أوتوبان-أونلاين
- أوتوسترادا برلين - كروليفيك (بالبولندية)